# Tim Heinemann

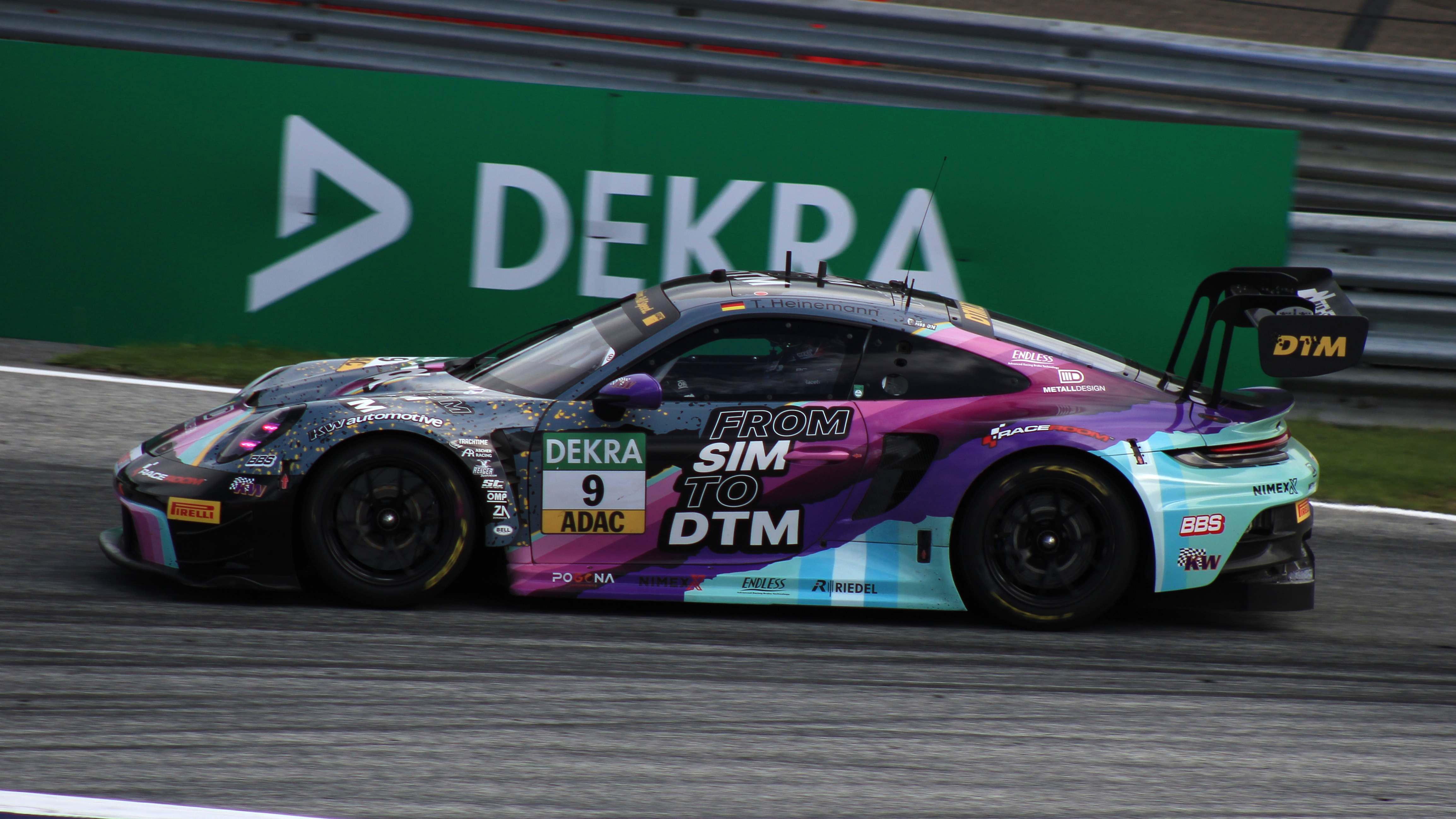
Tim Heinemann im Porsche Nr. 9 bei DTM-Rennen auf Red Bull Ring in Spielberg in der Steiermark, Österreich im Jahr 2023

Tim Heinemann (* 23. Oktober 1997 in Essen) ist ein deutscher Automobilrennfahrer. Er fuhr in der Saison 2023 in der DTM für das Team Toksport WRT.

## Karriere
Nachdem er im Kartsport erfolgreich war, fehlte das Geld für weitere echte Rennen. Stattdessen fokussierte er sich auf das professionelle Sim-Race (Meisterschaft im Motor-E-Sport) und wurde Fahrlehrer und Taxifahrer auf den Nürburgring. Im Jahr 2017 hatte er die Gelegenheit Testfahrten in GT4- und GT3-Rennwagen zu absolvieren. 2018 schlug er Bernd Schneider bei einer Testfahrt mit einem Mercedes AMG GT3 um eine Zehntelsekunde. Das erste richtige Rennen fand beim DTM-Finale im Jahre 2018 am Hockenheimring statt. Dort trat er im Mercedes-AMG GT4 an. Eine Kollision mit einem Kontrahenten kostete ihn einen Podiumsplatz. Einen Tag später fuhr er auf den dritten Platz in seinem 2. Rennen überhaupt. Im Jahre 2020 wurde er erstmals Meister in der DTM Trophy. Am ersten Rennwochenende der DTM-Saison 2023 in Oschersleben erreichte er zweimal den 2. Platz. Nachdem er in der Saison nur noch einen 12. Platz und zwei 14. erreichen konnte, beendete er die Saison auf Platz 18. Seit der Saison 2024 fährt er für Falken Motorsport in der Nürburgring Langstreckenserie, wo er auch ein Rennen gewinnen konnte. Er trat ebenfalls bei den 24 Stunden von Spa-Francorchamps an.

## Statistik

### Karrierestationen
Motorsport
- 2007–2009 Kartsport

E-Sport
- 2010–2015 RaceRoom Challenge (Rennsimulation) 2 mal Platz 2., 2015 Meister
- 2016, 2017 Meister der AMG eRacing Competition (Rennsimulation)
- 2018 AMG Driving Academy
- 2020 Meister der German RaceRoom Championship - Division 1 (Rennsimulation)
- 2020 2. Platz ADAC GT Masters eSports Challenge (Rennsimulation)

Motorsport
- 2018 VLN Endurance
- 2019 VLN Series - Cup5 class
- 2019 ADAC GT4 Germany
- 2020 ADAC GT4 Germany
- 2020 DTM Trophy (Meister)
- 2020 Porsche Community Legends
- 2021 GTC Race - GT Cup Sprint (Meister)
- 2021 GTC Race - Goodyear 60 - GT3-Class (2. Platz in der Meisterschaft)
- 2021 ADAC GT Masters
- 2021 BMW M2 Cup - Germany
- 2021 ADAC GT4 Germany
- 2021 DTM Trophy
- 2021 ADAC Total 24 hours of Nürburgring - Cup X class (2. Platz)
- 2021 Nürburgring Langstrecken-Serie - KTM X-Bow Cup powered by Michelin (1. Platz)
- 2022 ADAC Total Energies 24h Nürburgring - SP-X
- 2022 DTM Trophy (Meister)
- 2023 Nürburgring Langstrecken-Serie Klasse SP9 Pro
- 2023 DTM
- 2023 GT World Challenge
- 2024 Asian Le Mans Series
- 2024 Nürburgring Langstrecken-Serie Klasse SP9 Pro
- 2025 Nürburgring Langstrecken-Serie Klasse SP9 Pro